# Antibolla

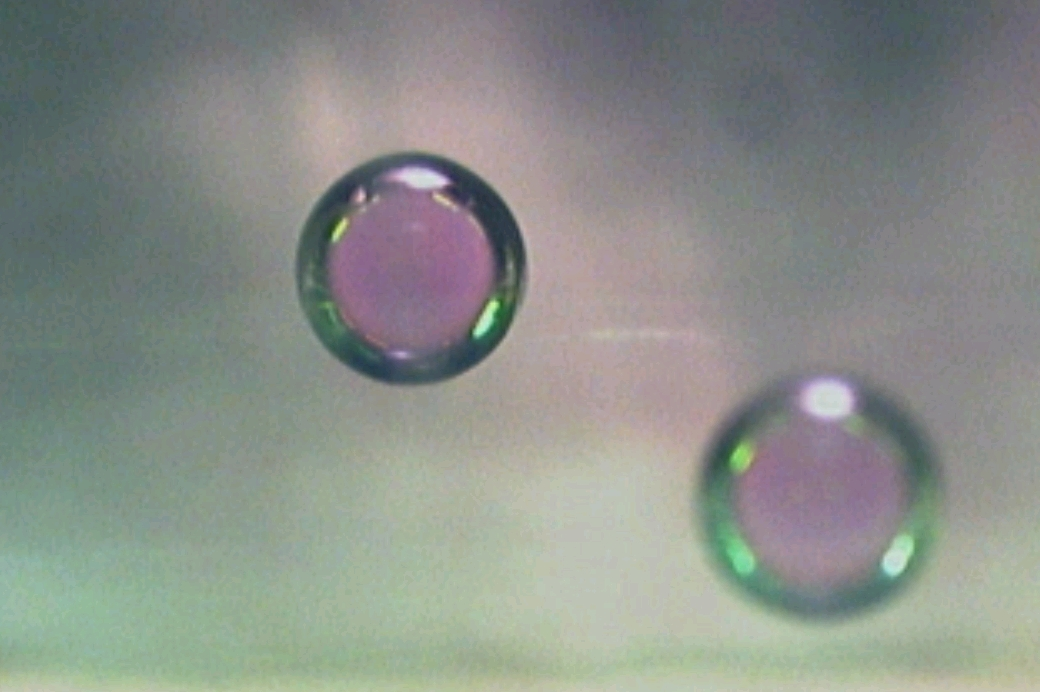
Antibolle sommerse di aria che circondano acqua saponata

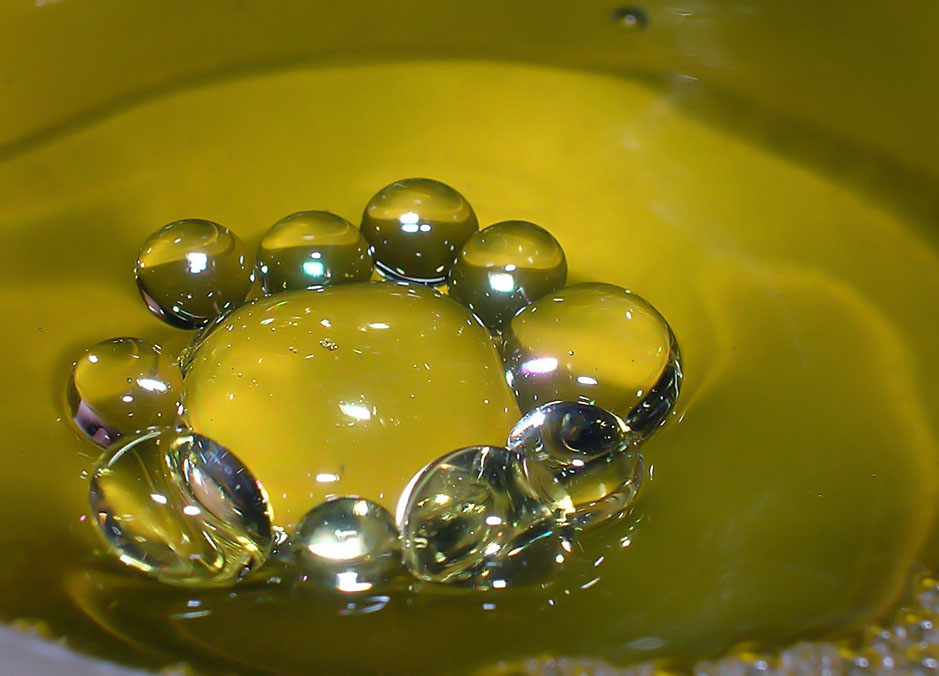
Globuli di acqua; goccioline di acqua che schiumano attraverso la superficie dell'acqua senza immergersi

Una antibolla è una goccia di liquido circondata da una sottile pellicola di gas, ed è l'opposto di una bolla  di gas, che è una sfera di gas circondata da una sottile pellicola di liquido. Le antibolle si formano quando un liquido cade o fluisce in modo turbolento nello stesso liquido o in un altro. Esse possono anche schiumare attraverso la superficie di un liquido come l'acqua, in tal caso vengono chiamate anche Globuli di acqua,  oppure possono rimanere completamente sommerse dentro il liquido in cui sono dirette.
Le antibolle sono un fenomeno comune ma spessissimo non riconosciuto, in parte a causa della sua somiglianza con le bolle d'aria, ed in parte a causa della loro natura tipicamente transitoria o di breve durata. Con certe soluzioni (saponose) si possono far durare più a lungo.
I bordi delle antibolle differiscono da quelle delle bolle d'aria in tre modi principali, e forniscono un immediato metodo di identificazione:
- Le antibolle sono contenute dalla tensione superficiale, e si muovono rapidamente attraverso la superficie dell'acqua. esse si possono vedere anche attaccate al di fuori di altri oggetti nell'acqua (come le bolle d'aria) e sui bordi esterni di un contenitore in una maniera simile a quella delle palle da biliardo.

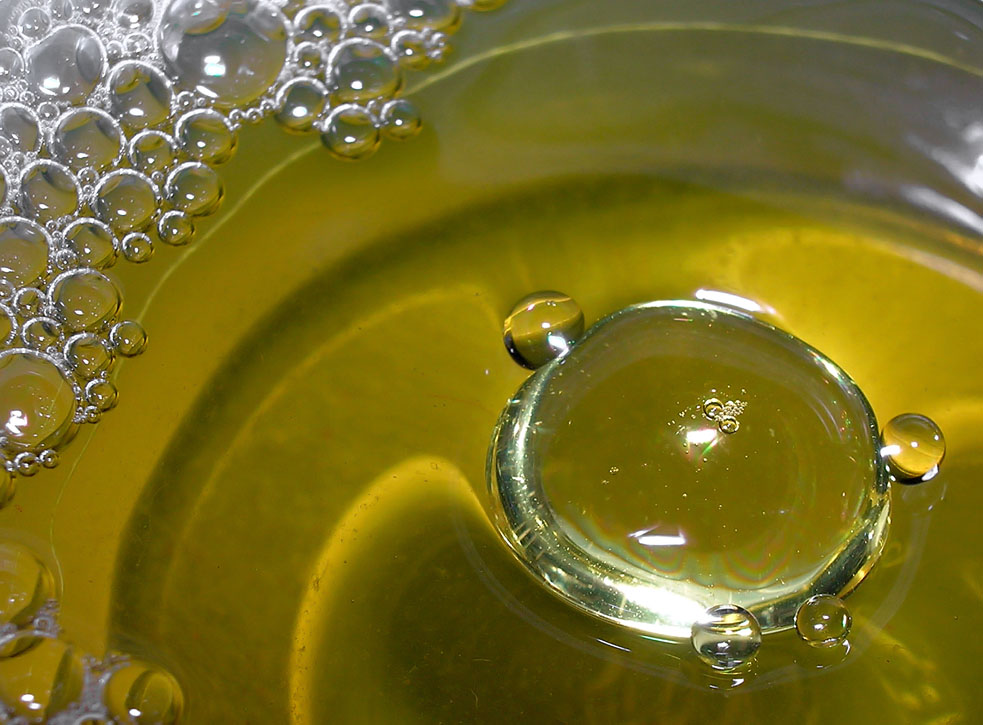

- In circostanze normali, le antibolle hanno vita breve. Una bolla d'aria con la superficie di sapone può durare molti minuti. Le antibolle spesso hanno una durata di pochi secondi o meno: comunque, se il potenziale elettrico tra il fluido interno e il fluido esterno è stabilizzato, le antibolle possono durare quanto le bolle d'aria se non di più.
- Le antibolle rifrangono la luce in un modo differente delle bolle d'aria. Poiché sono gocce d'acqua, la luce che le penetra è rifratta indietro verso la sua sorgente nello stesso modo con cui si generano gli arcobaleni. Grazie a questa rifrazione, le antibolle appaiono brillanti.

Le antibolle si possono facilmente creare lasciando un rubinetto gocciolare in un contenitore d'acqua in cui è stata aggiunta una goccia o due di sapone: il sapone riduce la tensione di superficie dell'acqua e consente allo strato d'aria che circonda la goccia di resistere per più di qualche frazione di secondo.
Diversamente dalle bolle di sapone le quali, con aria dentro e aria fuori, hanno una galleggiabilità negativa e tendono cadere verso il suolo, le antibolle, con acqua all'interno ed acqua all'esterno, hanno una galleggiabilità positiva e tendono a risalire verso la superficie d'aria; tuttavia, come le bolle di sapone possono essere riempite come un gas più leggero ottenere una galleggiabilità positiva, così le antibolle possono essere riempite con un liquido più pesante per ottenere una galleggiabilità negativa. Usando una cannuccia da bibita per far cadere gocce di soluzioni di zucchero dentro l'acqua saponata si produrranno antibolle che affondano.
Di solito le antibolle si rompono quando toccano il fondo o il lato del recipiente contenente il liquido. È possibile evitare o limitare tale comportamento sciogliendo dello zucchero nell'acqua saponata e attendendo che lo stesso si diluisca sul fondo del recipiente: ciò produrrà una soluzione più densa di acqua zuccherata sul fondo del contenitore; le antibolle fatte di soluzione zuccherina affonderanno attraverso l'acqua e rimarranno sulla superficie dello strato più denso sul fondo. È possibile che le antibolle create in questo modo possono durare diversi minuti.

## Possibili usi per le antibolle
Se le antibolle possono essere stabilizzate, possono essere usate per formare una spuma-antischiuma a lunga resistenza. Possibili usi per un antischiuma sono quello di lubrificante o di leveraggio per i sottili passaggi che attraversano l'antischiuma che viene così utilizzata come filtro per l'aria o altri gas.
Le stesse antibolle possono essere usate per processi chimici come rimuoventi di sostanze inquinanti da accumuli di fumo. Sostituendo l'aria dei gusci delle antibolle con altri liquidi si potrebbero usare come un sistema di distribuzione di sostanze chimiche, creando un guscio di liquido-polimero attorno alla sostanza. Indurendo il polimero con luce ultravioletta si possono creare delle capsule piene di sostanze chimiche.